# Lubomir Gliniecki
Lubomir Mariusz Gliniecki (ur. 20 marca 1957 w Barcianach) – polski polityk, ekonomista, poseł na Sejm II kadencji.

## Życiorys
W 1979 ukończył studia na Wydziale Gospodarki Narodowej Akademii Ekonomicznej we Wrocławiu. Pełnił funkcję posła na Sejm II kadencji, wybranego z listy Sojuszu Lewicy Demokratycznej w okręgu legnickim. Po zakończeniu pracy w parlamencie przeszedł do Unii Pracy. Po powstaniu rządu Leszka Millera został powołany na dyrektora wrocławskiego oddziału Generalnej Dyrekcji Dróg Krajowych i Autostrad. W 2001 po raz ostatni kandydował do Sejmu. Pełnił również funkcję prezesa zarządu „EL PAK” Sp. z o.o.
Otrzymał Srebrny (1997) i Złoty (2004) Krzyż Zasługi.